# Rongfei
Rongfei, född 1735, död 1788, var Qianlong-kejsarens favoritkonkubin och gunstling 1760-1788. 
Hon var född som uigur och dotter till Hojalai av Hojo-klanen och ättling till Gambar, grundaren av Shizu. År 1760 belönades hennes bror Turdu med en titel av  Qianlong-kejsaren sedan han slagit ned ett uppror i provinsen Xinjiang. I samband med detta placerades Rongfei i kejsarens harem. Hon var den enda uiguriska konkubinen i kejsarens harem.  
Rongfei blev kejsarens favorit bland konkubinerna. 1761 fick hon titeln Dam He, 1762 titeln Kejserlig Konkubin, och 1768 titeln Gemål. Både hon och hennes bror åtföljde kejsaren på den uppmärksammade inspektionsturen till de södra provinserna 1765. Rongfei gunstlingsposition demonstrerades av de öppna privilegier kejsaren gav henne: 1774 firade han hennes födelsedag med stora högtidligheter, samma år fick hon plats två i rang av alla hans gemåler under den kejserliga jaktturen, och blev den enda av alla kejsarens gemåler som fick smaka på den hjort han nedlagt; hon gavs också ständigt en framskjuten plats på alla officiella tillställningar och banketter. 1784 firade kejsaren också hennes femtioårsdag med stora festligheter. Hennes position som gunstlig gav henne en uppmärksammad och inflytelserik position i det kejserliga palatset.